# Sciaphylax
A Sciaphylax a madarak osztályának verébalakúak (Passeriformes) rendjébe és a hangyászmadárfélék (Thamnophilidae) családjába tartozó nem. Besorolásuk vitatott, egyes rendszerezők a Myrmeciza nembe sorolják ezeket a fajokat is.

## Rendszerezésük
A nemet Philip Lutley Sclater írta le 1857-ben, az alábbi 2 faj tartozik ide:
- Sciaphylax hemimelaena vagy Myrmeciza hemimelaena
- Sciaphylax castanea vagy Myrmeciza castanea

## Előfordulásuk
Dél-Amerika északi és északnyugati részén, az Amazonas-medencében honosak. Természetes élőhelyeik a szubtrópusi és trópusi síkvidéki és hegyi esőerdők, valamint lombhullató és mocsári erdők. Állandó nem vonuló fajok.

## Megjelenésük
Testhosszuk 11–12 centiméter közötti.

## Életmódjuk
Feltételezhetően rovarokkal és más ízeltlábúakkal táplálkoznak.